# Course Croisière EDHEC
Pour les articles homonymes, voir CCE.
La Course Croisière EDHEC (CCE) est une compétition sportive étudiante se déroulant chaque année autour du mois d'avril dans un port français de l'Atlantique. À l'origine une régate, d'autres sports sont proposés depuis 1994 aux compétiteurs de la CCE, qui se tient en plusieurs manches sur une semaine. La course est lancée en 1969 par des élèves de l'EDHEC Business School. Lors de la 51e édition, il y avait près de 3 200 étudiants issus de 165 écoles et de 23 pays différents.
Pour sa 57e , la Course Croisière EDHEC se déroulera du 5 au 12 avril 2025, dans le port du Crouesty à Arzon.

## Compétitions sportives
La Course Croisière EDHEC est composée de plusieurs compétitions toutes par équipes :
- La Course (anciennement « Trophée Mer ») est une régate créée dès l'origine,
- Le Défi Terre (anciennement le « Trophée Terre ») est un raid multisport créé en 1994,
- Les Défis Beach Rugby et Beach Soccer (anciennement « Trophée Sable ») sont des compétitions de sports sur sable créée en 2007.

Ces compétitions sportives ont lieu autour d'un village sportif qui s'établit chaque année dans un port différent.

### La Course
Cette section ne s'appuie pas, ou pas assez, sur des sources secondaires ou tertiaires indépendantes du sujet. Le texte peut contenir des analyses inexactes ou inédites de sources primaires.
Pour l'améliorer, ajoutez-en, ou placez des modèles {{Source secondaire souhaitée}} ou {{Source secondaire nécessaire}} sur les passages mal sourcés. (décembre 2021)

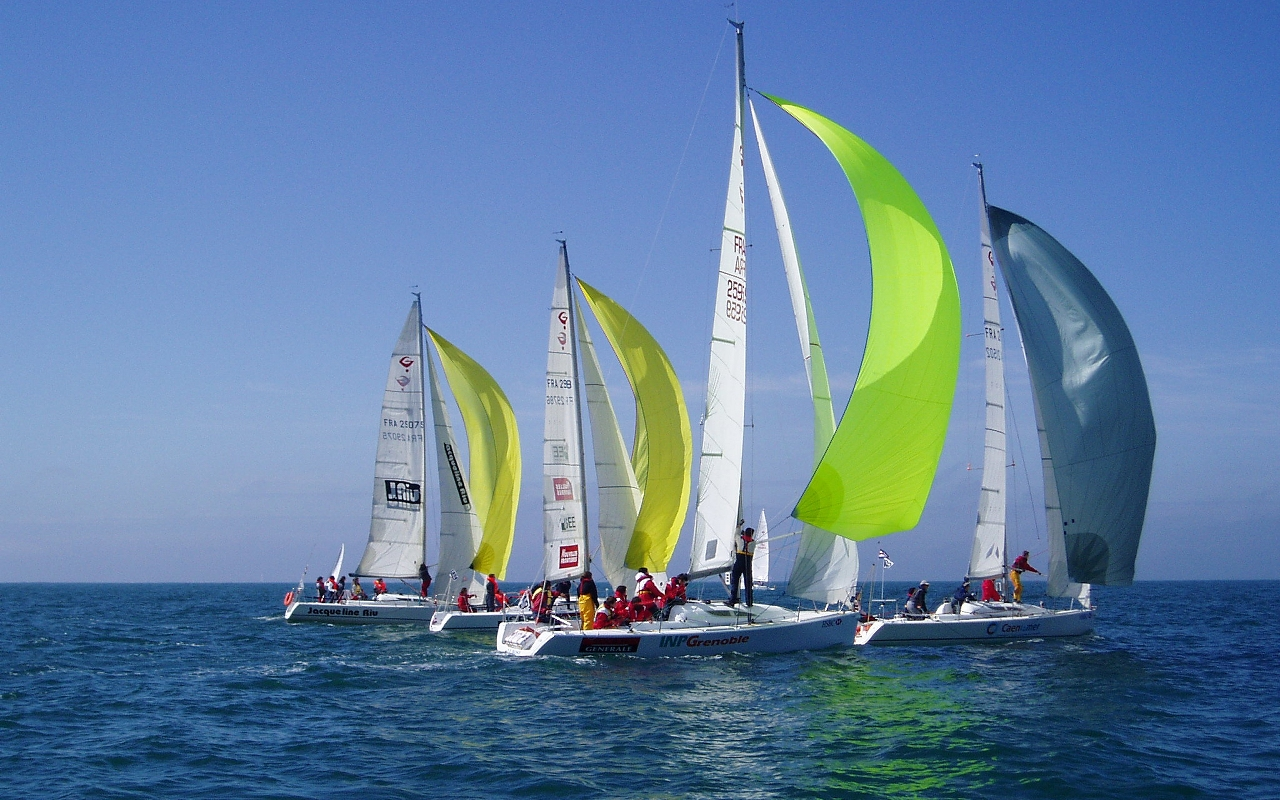
Des Grand Surprise en régate durant la, en 2005 aux Sables d'Olonne.

Si la Course Croisière EDHEC s'est diversifiée depuis sa création en 1969, avec la création du Trophée Terre et du Trophée Sable, le Trophée Mer reste le premier des Trophées en nombre de participants.
Environ 200 bateaux participent à la Course Croisière EDHEC, qui comporte en général deux à trois manches par jour, lorsque les conditions météo le permettent, avec une manche d'entraînement le premier dimanche. Les parcours sont soit tactiques (parcours dit « banane »), soit côtiers.
La course est divisée en ronds de navigation liés aux types de bateaux.
Dès sa création surtout après 1978 et son affiliation à la Fédération française de voile et son association avec la coupe du monde de voile des étudiants (Student Yachting World Cup), le Trophée mer attire les espoirs de la voile française[réf. nécessaire]. Certains skippers célèbres y ont ainsi participé comme Alain Colas, Franck Cammas ou encore Yves Parlier. Par ailleurs, la sélection pour la Sywoc se fait sur la finale de l'épreuve exclusivement étudiante du Trophée Mer. En 1998, un bateau israélo-palestinien (le « Peace Boat ») navigue pour la paix.
Dimitri Caudrelier, frère de Charles Caudrelier, a participé à 14 éditions de la Course Croisière EDHEC et en a remporté trois.

### Les Défis by CCE

#### Défi Terre
Le Trophée Terre (anciennement "Trophée Terre"), créé en 1994, est un raid multisport aux activités variées. Des équipes de 3 participants prennent part à des épreuves telles que la course à pied ou le triathlon. Il est destiné à des sportifs de tous niveaux, avec plusieurs niveaux de difficulté.
En 2023, le Trophée Terre est supprimé pour laisser place au Défi Terre, du même format, qui est incorporé aux Défis by CCE nouvellement créé.
Pour la 57e édition de la Course Croisière EDHEC, la programmation est inédite : une épreuve de Run & Bike & Canoë, une Laser Run, un Mud Contest (sorte de parcours du combattant présent sur la 51e édition), une Course Solidaire et une Course d'orientation dans un lieu grandiose sont organisés.

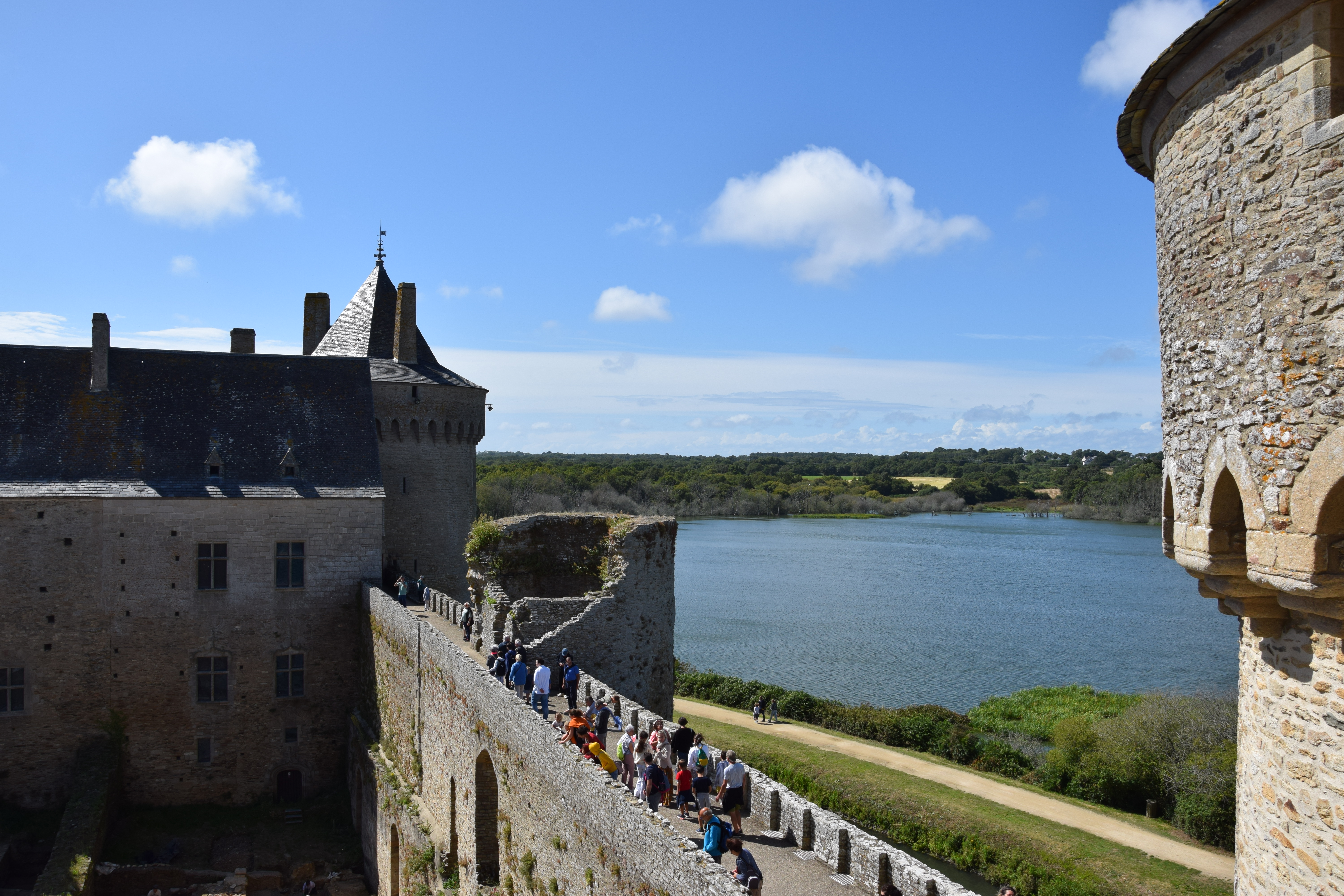
Le Château de Suscinio est le théâtre de différentes activités sur la 54e et

#### Défis Beach Soccer & Beach Rugby
Le Trophée Sable, créé en 2007, est une compétition de trois sports sur sable.
Le Trophée Sable disparait en 2023 pour laisser place aux Défis by CCE[source secondaire souhaitée].

## Parrainage de l'évènement
Cette section ne s'appuie pas, ou pas assez, sur des sources secondaires ou tertiaires indépendantes du sujet. Le texte peut contenir des analyses inexactes ou inédites de sources primaires.
Pour l'améliorer, ajoutez-en, ou placez des modèles {{Source secondaire souhaitée}} ou {{Source secondaire nécessaire}} sur les passages mal sourcés. (avril 2023)
Chaque nouvelle édition de la Course Croisière EDHEC comporte un ou plusieurs parrains, généralement des personnalités liées à la voile.
| Année | Parrain(s)                                               |
| ----- | -------------------------------------------------------- |
| 1976  | Alain Colas                                              |
| 1977  | Éric Tabarly                                             |
| 2000  | Patrick Poivre d'Arvor                                   |
| 2002  | Christophe Auguin[source insuffisante]                   |
| 2003  | Marc Thiercelin                                          |
| 2005  | Jean-Luc Van Den Heede                                   |
| 2006  | Karen Leibovici                                          |
| 2007  | Olivier de Kersauson                                     |
| 2008  | Maud Fontenoy et Patrick Poivre d’Arvor                  |
| 2009  | Marc Thiercelin et Jean-François Lamour                  |
| 2010  | Roland Jourdain                                          |
| 2011  | Samantha Davies et Roselyne Bachelot                     |
| 2012  | François Gabart                                          |
| 2013  | Jean-Pierre Dick, Nelson Monfort et Valérie Fourneyron   |
| 2014  | Marc Guillemot, Yann Arthus-Bertrand et Anna Tunnicliffe |
| 2015  | Philippe Croizon, Armel le Cléac'h                       |
| 2016  | Armel le Cléac'h, Philippe Gloaguen                      |
| 2017  | Martin Delapalme                                         |
| 2018  | Samantha Davies                                          |
| 2019  | Éric Bélion                                              |
| 2022  | Arnaud Boissières                                        |
| 2023  | Louis Duc                                                |
| 2024  | Laurent Bourguès                                         |

## Village

### Village Jour

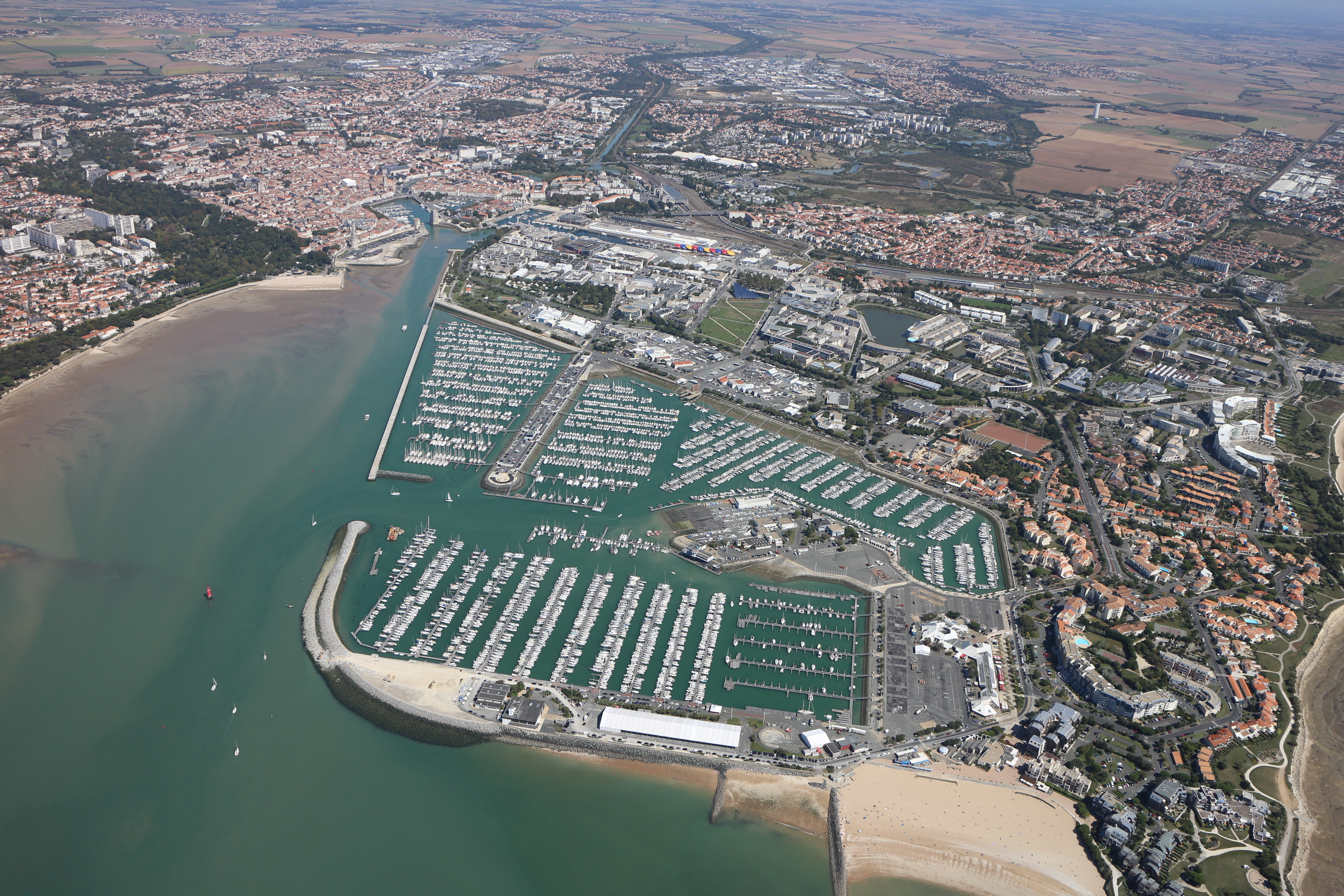
Au centre, le Port des Minimes, qui accueille le village événementiel en 2015.

Monté pour la première fois en 1987, le Village Jour est un lieu de vie de la Course Croisière EDHEC. Il accueille des animations, les équipages et des entreprises (dans le village institutionnel). Il y a aussi les terrains du Trophée Sable et les stands de ses participants[source secondaire souhaitée].

### Village Nuit
Le Village Nuit se compose d'un chapiteau pour les soirées. Lors de la 51e CCE, pas moins de 4 200 personnes s’y sont retrouvés. Des artistes de renom tels que Feder, Black M, Major Lazer, Joey Starr, Klingande, Nekfeu, Kavinsky, SCH, Bakermat, ou encore Vladimir Cauchemar y sont invités pour la soirée de clôture[réf. souhaitée]. Des conférences ont lieu, comme en 2018 avec Ségolène Royal, ainsi que des animations.
Le Village Nuit est également le lieu ou est tiré le feux d'artifice lors de la soirée de clôture.

## Logistique et retombées économiques
Le choix de la ville-hôte s'effectue un an et demi à l'avance. Les retombées économiques pour la ville sont présentées comme favorables  en raison des milliers de participants et de visiteurs du monde entier.
« On estime à près de 50 000 euros les retombées de la CCE pour la ville, entre l'achat de nourriture et le logement des étudiants qui reste à leur charge, la location des bateaux, les entreprises locales employées — comme pour la construction du chapiteau et du village — et les agents de sécurité. Nos partenaires dépensent aussi, notamment dans les hôtels où ils logent », estime un des organisateurs en 2012, année où La Rochelle officie comme ville-hôte pour la 13e fois.
En 2022, les retombées économiques pour la ville d'Arzon sont estimées entre 800 000 et 900 000 euros.
La CCE étant un évènement étudiant qui attire surtout des diplômants de Grandes Écoles françaises (de commerce ou d'ingénieurs) et des universités, cela intéresse également des entreprises invitées et leurs recruteurs qui tiennent des stands. Ces entreprises cherchent également la visibilité auprès d'un public en partie étranger, qui constitue jusqu'à 12 000 visiteurs.

## Association organisatrice
La Course Croisière EDHEC est organisée par une association d'une cinquantaine d'étudiants en première et deuxième année de cursus à l'EDHEC. L'école leur fournit des locaux sur son campus de Lille et les membres travaillent jour et nuit à l'organisation de la prochaine édition jusqu'à la tenue de celle-ci en avril ou mai de chaque année. L'équipe est renouvelée chaque année de moitié par un système de recrutement sélectif au sein de la promotion nouvelle admise dans l'école. Le président et l'éventuel vice-président de l'association sont quant à eux en troisième année à l'EDHEC, en césure, qu'ils consacrent à la présidence de l'association. Au terme d’une vingtaine d'entretiens de recrutement exigeants qui s’étalent sur plusieurs semaines, les nouveaux venus s'engagent dans les différents départements de l'association, et disposent eux-mêmes du budget de 2,5 millions d'euros de l'association. Forte de son prestige, la CCE apparaît comme l'une des « vitrine[s] » de l'école.
La Course Croisière EDHEC est également distinguée à plusieurs reprises dans les années 2010 : elle est nommée « association étudiante la plus influente de France » en 2012, 2013 et 2015. En 2017, elle est désignée meilleure association étudiante de France par le concours ANEO. Considérée comme « l'association phare » de l'EDHEC, la CCE est alors encensée par les professionnels composant le jury du classement pour ses compétences d'organisation, de rayonnement, d'identité, de complexité et de performance.
L'association est condamnée le 2 avril 2025 à 5000€ pour préjudice moral, 18000€ de frais d'avocat à un étudiant qui, au cours d'un bizutage qui s'est mal passé en octobre 2013, est retrouvé au pieds d'un immeuble, handicapé à 35%.

## Historique

### Postérité de l'événement
La Course Croisière EDHEC est créée en 1968 sous le nom d' Edhec Business School Cup par trois étudiants de la Grande École de commerce EDHEC : Jean-Luc Picot, Francis Prat et Pierre Jouannet. La première édition se déroule dans le port de Dunkerque au printemps 1969 et rassemble dix-huit équipages, dont le vainqueur est néerlandais.
La CCE s'impose vite dans le paysage nautique : dès 1980, elle est reconnue comme un évènement sportif d'ampleur européenne, et la recherche de financements pour s'y engager en équipage tient d'une quête comparable à celles pour s'engager dans les plus grandes courses internationales. Les prétendants à la régate rassemblent pour certains plusieurs dizaines de milliers d'euros, qui leur servent en partie à financer la location du bateau, parfois celle d'un skipper, ainsi que les frais de transport de matériel jusqu'au site hôte de la CCE et éventuellement de la CFE. Par le nombre de jeunes navigateurs qu'elle parvient à rassembler, la CCE démocratise la voile.
Parmi les skippers fameux y ayant participé au moins une fois se trouvent notamment Eric Tabarly, Alain Colas, Franck Cammas, Olivier de Kersauson, Vincent Riou, Jean Le Cam, Marc Thiercelin, Yves Parlier, Marc Pajot, Yann Eliès, Yvan Bourgnon, Jean-Luc Van Den Heede, ou encore Jimmy Pahun.

### Historique des éditions

#### Années 1970
En 1970, parcours côtiers et hauturiers sont désormais au programme, sur des bateaux de classe III, IV et V. En 1971, l’EDHEC Business School Cup n’est plus ouverte seulement aux écoles de commerce, mais à toutes les grandes écoles d’Europe, pour un total de cinquante bateaux[réf. souhaitée]. L'édition 1972 prend place à Bénodet : quittant Dunkerque pour la première fois, l’EDHEC Business School Cup rassemble soixante bateaux et neuf nationalités. En 1973, la cinquième édition marque l'arrivée des premiers équipages internationaux. En 1974 à Pornic, l’EBSC s’enrichit avec une étape de deux jours et une arrivée de nuit. L'année suivante, dans le même port, l’EBSC change de nom et devient la Course Croisière EDHEC. En 1976, la Course Croisière EDHEC devient itinérante et prend place entre Perros-Guirec et Guernesey. Puis en 1977 elle relie encore une fois Perros-Guirec et Guernesey, avant de rejoindre Saint-Malo. Plus de 170 bateaux répondent à l’appel. 1978 marque l'année où la régate est affiliée à la Fédération française de voile, et voit sa première escale à l'étranger, à Guernesey. En 1979, 250 bateaux traversent la Manche en joignant Cherbourg et Cowes. La « Coupe Edhec Planche à Voile » est organisée en parallèle.

#### Années 1980
En 1980, 220 bateaux sont au rendez-vous entre La Baule et Pornichet. La coupe de l’Aspirant est organisée, qui récompense l’école la plus présente ayant de bons résultats. En 1981, à la Trinité-sur-Mer, 300 bateaux sont présents. Les animations prennent de l’ampleur et se font connaître. Le premier Trophée Féminin est organisé. Mais en 1982, à Brest, le nombre de bateau est limité à 280, pour des raisons de sécurité. La Fun Cup EDHEC est organisée pour les funboarders. C’est une nouvelle fois à Brest que 280 bateaux s’engagent en 1983. Les nationalités se multiplient et conduisent à la création du premier Trophée EDHEC International (devenu depuis Trophée International). L’édition se renouvelle dans le même port l’en 1984. 340 voiliers se sont réunis au port du Moulin Blanc. Le feu d'artifice, désormais traditionnel, est rythmé par la musique de Beethoven. Les repas et les soirées se déroulent sous un chapiteau géant où se retrouvent entre 2000 et 2 500 marins. Un réseau international est mis en place pour mobiliser des équipages internationaux. En 1985, à La Rochelle, 319 bateaux sont présents ; les Trophées Bénéteau et First Class récompensent les vainqueurs de ces catégories. En 1986 :  329 bateaux sont présents entre La Rochelle et Les Sables d'Olonne. L'événement débute avec une inauguration en mairie de la Rochelle en présence de Michel Crépeau doublé de l'accueil de Pierre Pflimlin, président du Parlement européen. Une paella géante est organisée, et un immense concert de reggae est produit. Le Casino des Sables accueille pour un soir tous les équipages. Grâce à une météo favorable, toutes les manches sont lancées. Un concours de la meilleure vidéo est organisée entre les équipages ; la CCE passe sur TF1, Antenne 2 et FR3. En 1987 à Brest apparaissent le marché frais et le village sponsors. En 1988, à La Rochelle, 300 bateaux sont au rendez-vous pour les vingt ans de la Course. Un JT quotidien est réalisé. En 1989 naît le serveur Minitel de la CCE : 3615 CCEDHEC. Un Trophée Anciens Élèves est créé.

#### Années 1990
« La CCE a suivi l’évolution des courses de voile : les manches sont devenues tactiques. »

— Jean-Luc Van Den Heede, triple vainqueur de la CCE sur une quinzaine de participations, 1998
En 1990, à La Rochelle 250 bateaux sont présents et un Trophée Région est créé. L'année suivante, dans le même port, même nombre de bateaux, mais vingt bateaux internationaux viennent des États-Unis, du Brésil, ou de Tunisie. En 1992, à Lorient, tous les habitables monocoques sont désormais autorisés. Puis en 1993, à La Rochelle, se créer un Trophée Lycéens, et la CCE réunit  250 bateaux. L'édition 1994 aux Sables d’Olonne voit la création de la Coupe de France Étudiants, affiliée immédiatement à la Fédération française de voile, et du Trophée Terre, première compétition proposée en plus de la régate. Sont également mis en place des « Twinning Boats », des bateaux où les équipages sont de nationalités mélangées. En 1995 à Lorient, le village prend forme et le logo est fixé à sa forme actuelle. 1996 voit  230 bateaux au port ; la CFE prend de l’importance et le village fait désormais 4 000 m2. Grande édition en 1998 à Brest : la Course Croisière EDHEC devient le premier événement étudiant d’Europe avec six millions de francs de budget et un village de 10 000 m2. Un bateau israélo-palestinien navigue pour la paix, ; 6 000 étudiants sont réunis pour cette édition.

#### Années 2000

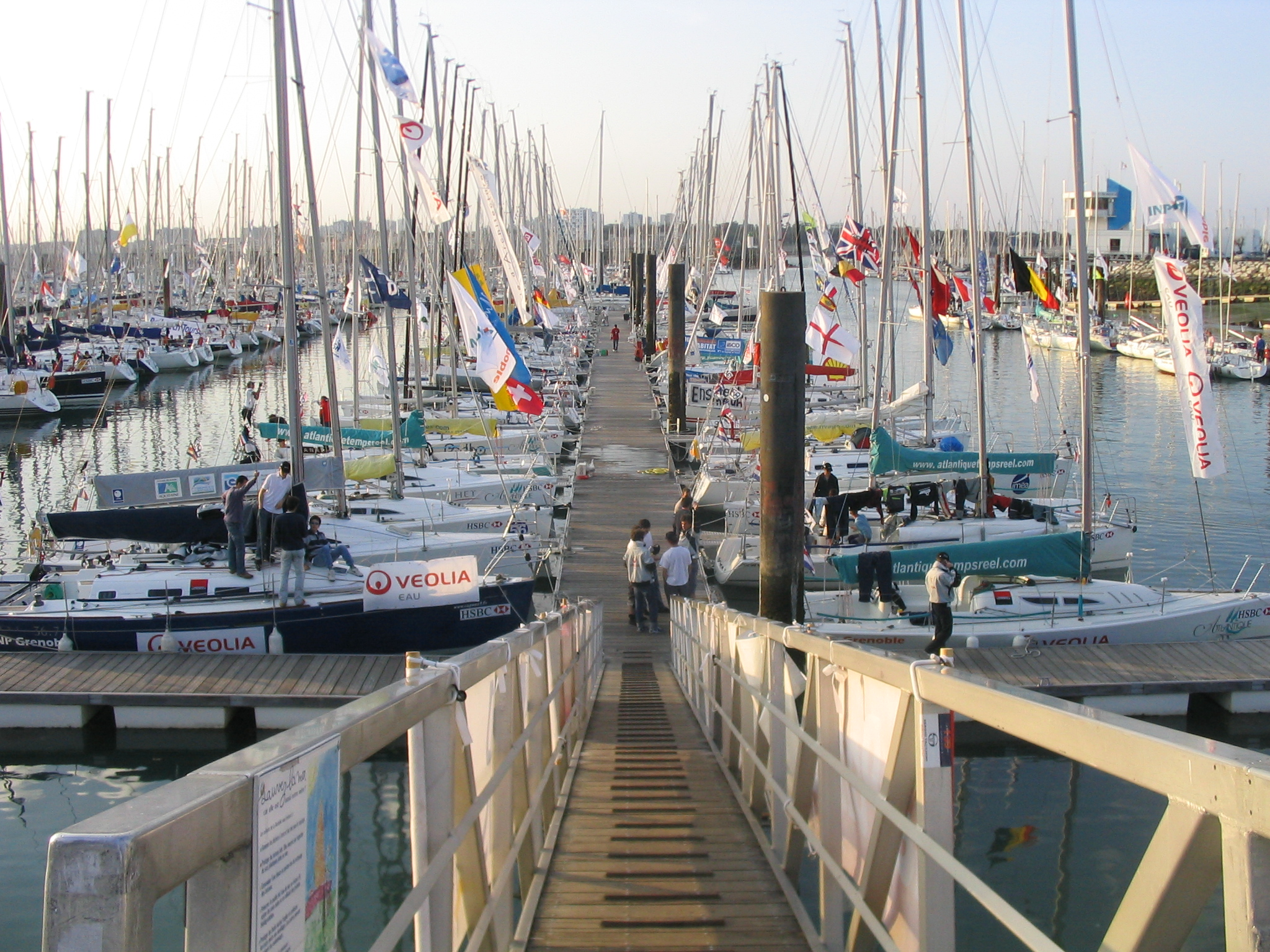
Les bateaux participants à la dans le port de La Rochelle, en avril 2007.

En 2000 à La Rochelle, viennent  200 bateaux, 6 000 étudiants, huit millions de francs de budget ; la marque Eden Park produit une gamme Course Croisière EDHEC. En 2001, à Brest, on trouve 188 bateaux, 6 000 étudiants ; 1 000 personnes sont rassemblées pour un concert de Matmatah. En 2002, aux Sables d’Olonne, se crée un Club Inter Presse, chargé de médiatiser les équipages internationaux. En 2005, de nouveau aux Sables d'Olonne, le village de la Course Croisière EDHEC accueille les hommes politiques Nicolas Sarkozy et François Bayrou pour un débat sur la constitution européenne avec les étudiants présents. Après une édition 2006 à La Rochelle et une édition 2007 à Brest, la 40e édition retrouve Port Olona. Le Trophée Terre prend un tournant : il se veut désormais beaucoup plus sportif et diversifié[réf. souhaitée].

#### Années 2010
En 2010, à Brest, la Course Croisière EDHEC devient écoresponsable en calculant ses émissions de gaz à effet de serre et en réduisant ses déplacements. Ernst & Young devient son partenaire officiel, à la place de HSBC[pertinence contestée]. En 2011, à Lorient, la Course Croisière EDHEC fait une escale à La Trinité-sur-Mer et un bivouac sur l’île de Locastel pour les participants au Trophée Terre. En 2012, à La Rochelle, une épreuve de tir est proposée aux participants du Trophée Terre sur le domaine du Château de la Roche Courbon. Une nouvelle épreuve a été créée pour intégrer la voile légère à l'événement : le Trophée Kite. La soirée de clôture est animée par Laurent Wolf et Kavinsky.
L'événement réunit 8 000 étudiants, dont 3 000 pour les compétitions sportives[réf. souhaitée]. En 2013, à Brest, un spectacle de voltige aérienne est organisé pour la cérémonie d'ouverture avec deux avions de voltige et le passage de deux avions Rafale au-dessus du village[pertinence contestée]. Le concert de clôture le 27 avril 2013 est animé par Joachim Garraud et Brodinski[source secondaire souhaitée]. Après 2014 aux Sables d’Olonne, l'édition 2015 a lieu à La Rochelle. Elle rassemble plus de 3 000 étudiants issus de quelque 150 écoles et d'une vingtaine de pays différents[source secondaire nécessaire]. L'édition 2016 s'établit à Roscoff, en baie de Morlaix. C'est la première fois depuis une vingtaine d'années que la Course Croisière EDHEC investit un port inédit[source secondaire souhaitée]. En 2017, la Course s'est déroulée à Arzon dans le port du Crouesty, à Brest au port du Moulin-Blanc en 2018, puis aux Sables-d'Olonne en 2019.
Pour sa 52e édition et 53e édition, chaque édition est annulée à cause de l’épidémie de la Covid-19.

##### Bizutage
L'association a été très marqué par l'ouverture d'une enquête judiciaire en 2013 concernant des faits de bizutage qui se seraient déroulés dans le cadre du processus de sélection de ses membres, et qu'un étudiant ait été grièvement blessé et hospitalisé après s'être défenestré lors d'une soirée alors qu'il aurait été alcoolisé et laissé dans une pièce sans surveillance. L'école dément alors le caractère forcé de la consommation d'alcool ainsi que la pratique d'actes d'humiliation. Ces affirmations sont contradictoires avec les procès-verbaux établis dans le cadre de l'enquête,. La Ministre de l'Enseignement supérieur de l'époque avait décidée de retirer le parrainage à l'édition 2014 de l'évènement en faisant valoir un « devoir de vigilance » des chefs d'établissement « même lorsque les événements d’intégration sont organisés hors des locaux de l’établissement ». Un non-lieu général avait été rendu en 2017 par le même procureur qui avait exigé l'ouverture de l'instruction et la mise en examen de 5 étudiants et de l'association en tant que personne morale. Les avocats de l'étudiant grièvement blessé avaient alors interjeté appel, reçu par la cour d'appel de Douai, qui renvoie alors l'association CCE devant le tribunal correctionnel de Lille. Le procès s'ouvrira en mars 2025.

##### Le Trophée Air

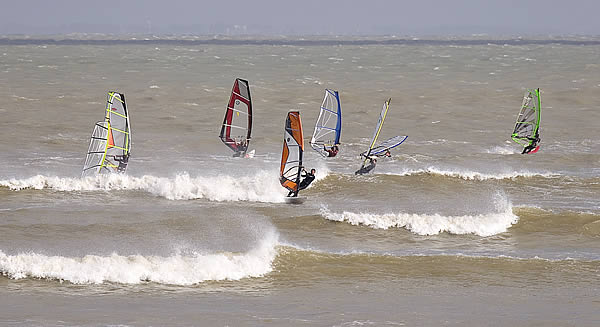
L'édition 2015 à La Rochelle a utilisé le spot de Rivedoux-Plage, sur l'Île de Ré, pour son Trophée Air.

Le Trophée Air (anciennement « Trophée Kite ») a été l'un des trophées de la Course Croisière EDHEC entre 2012 et 2016. Unique compétition de kitesurf par équipe en France amorcée à Lorient en 2011 et inauguré en 2012 lors de la 44e édition sur les spots de l'Ile d'Oléron, il est renommé en « Trophée Air » pour la 46e édition avec l'ajout d'une épreuve de planche à voile.
Ce Trophée ne perdurera pas dans le temps.

#### Depuis 2020
Pour sa 52e édition et 53e édition, chaque édition est annulée à cause de l’épidémie de la Covid-19. En revanche, une course virtuelle a été organisée[source secondaire nécessaire].
En 2022, la 54e édition se tient au Port du Crouesty à Arzon plus d'une centaine de bateaux prennent le départ de la Course. Le rappeur SCH clôture cette édition.

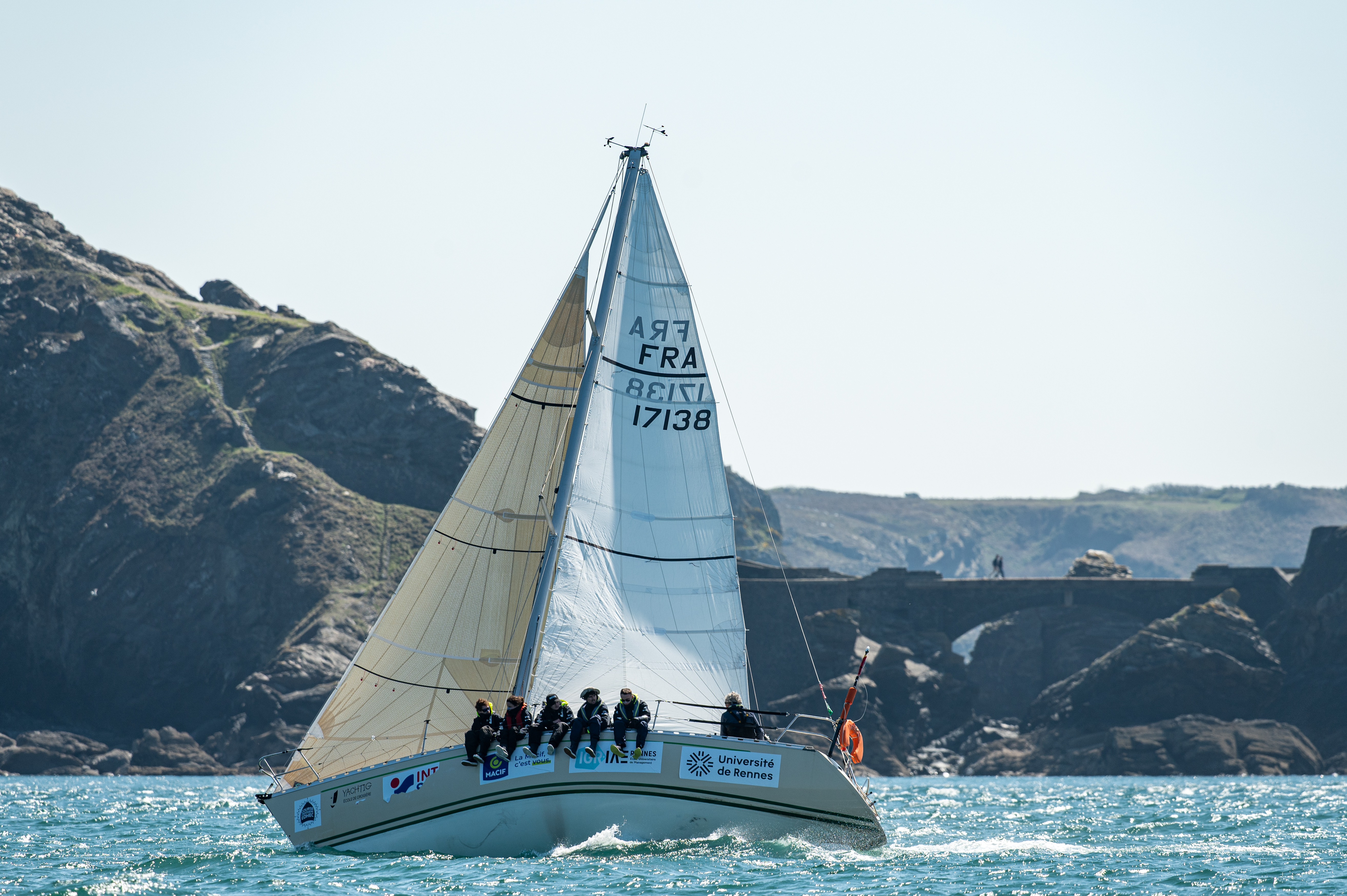
Le bateau de l'université de Rennes à Brest lors de la de la Course Croisière EDHEC.

En 2023, la 55e édition se déroule au Port du Moulin Blanc à Brest. A cette occasion le "Trophée Mer" devient "La Course", et les "Trophée Terre" et Trophée Sable" deviennent "Les Défis", à nouveau plus d'une centaine de bateaux prennent le départ de la Course, la CMA-CGM devient partenaire officiel de l'évenement.
En 2024, la 56e édition se déroule aux Sables d'Olonne, place du Vendée Globe, à cette occasion près de 150 bateaux sont au départ de la Course, un record depuis le Covid 19, la flotte est composée de J/80, Grand Surprise et Osiris. Le mardi 16 avril 2024, la Marine Nationale ancre une frégate au large des Sables d'Olonne afin de lancer le départ de la Course. Laurent Bourguès, skipper de l'Ocean Fifty Mon Bonnet Rose est le parrain de cette 56 ème édition, il avait terminé 2ème à la Course Croisière EDHEC en 2005,. L'Ocean Fifty Mon Bonnet Rose est présent sur les trois premiers jours de Course à Port Olonna avant de retourner à son port d'attache, Lorient. La soirée de clôture de cette édition est marquée par un feux d'artifice tiré à Port Olonna, et la venue de l'artiste Vladimir Cauchemar.